# 大学予科

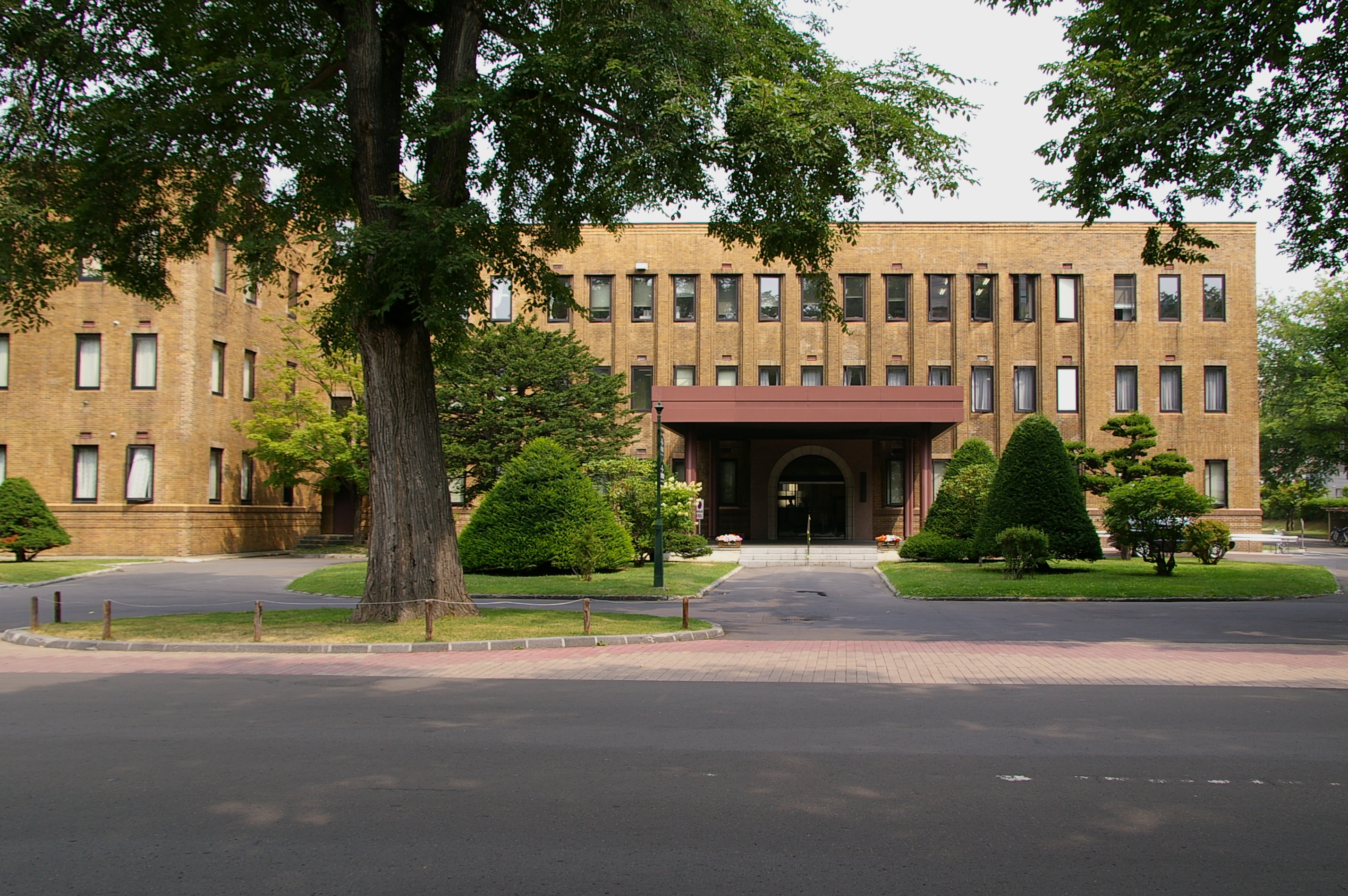
旧・北海道帝国大学予科校舎（現・北海道大学事務局） / 現存する大学予科時代の建造物の一つ。

大学予科（だいがくよか）は、戦前の日本（大日本帝国）において、旧制大学の本科（学部）に進学する前段階の予備教育を行っていた高等教育機関。以下の2種類が存在する。
1. 明治時代後期から大正時代前期にかけての旧制高等学校に設置されていた、帝国大学進学のための予備教育を施していた3年制の課程。中学校令（1886年）に基づく官立高等中学校の本科が第一次高等学校令（1894年）により改組されたもので、第二次高等学校令（1918年）により高等科に改められた。高等中学校や旧制高等学校および本記事の該当項を参照のこと。
2. 大学令（1918年）または各帝国大学官制に基づいて設置された高等教育機関。学制改革による旧制大学から新制大学への転換に伴い、順次廃止された。本記事にて解説する。

大学予科（だいがくよか）とは、大学令（1918年公布、1919年4月1日施行）または各帝国大学官制に基づいて設置され、1955年（昭和30年）まで存在した高等教育機関。
教育内容は現在の大学教養課程に相当する。特定の旧制大学に附属し、専門教育を行う大学本科、すなわち学部に進学する前段階としての予備教育を行う機関であった。基本的に旧制高等学校と同じ教育が行われたが、学部の設置状況に合わせて、文科・理科のどちらかのみを置くことも可能だった。官立大学と公立大学の予科は3年制であったが、私立大学予科は、政府の認可基準の問題などから2年制を採る場合もあり、後期になって3年制と2年制の2部を併置する予科も多く登場した。
しかし、第二次世界大戦の激化に伴う繰上げ卒業と学徒出陣に沿って行われた修業年限の短縮と、終戦後の修業年限の復旧を経て、戦前より2年制だった予科も1年延長され、最終的に全ての大学予科は3年制に統一された。大学予科は学制改革によって、新制大学の教養部や学部、あるいは附属の新制高等学校に改組されて廃止された。3年制大学予科の入学資格は旧制高等学校（3年制）と同じく旧制中学校4年修了程度であるのに対し、2年制大学予科は旧制中学校卒業程度であった（中学卒業後、第2学年に編入可能な3年制予科もあった）。

## 旧制高等学校と大学予科との違い

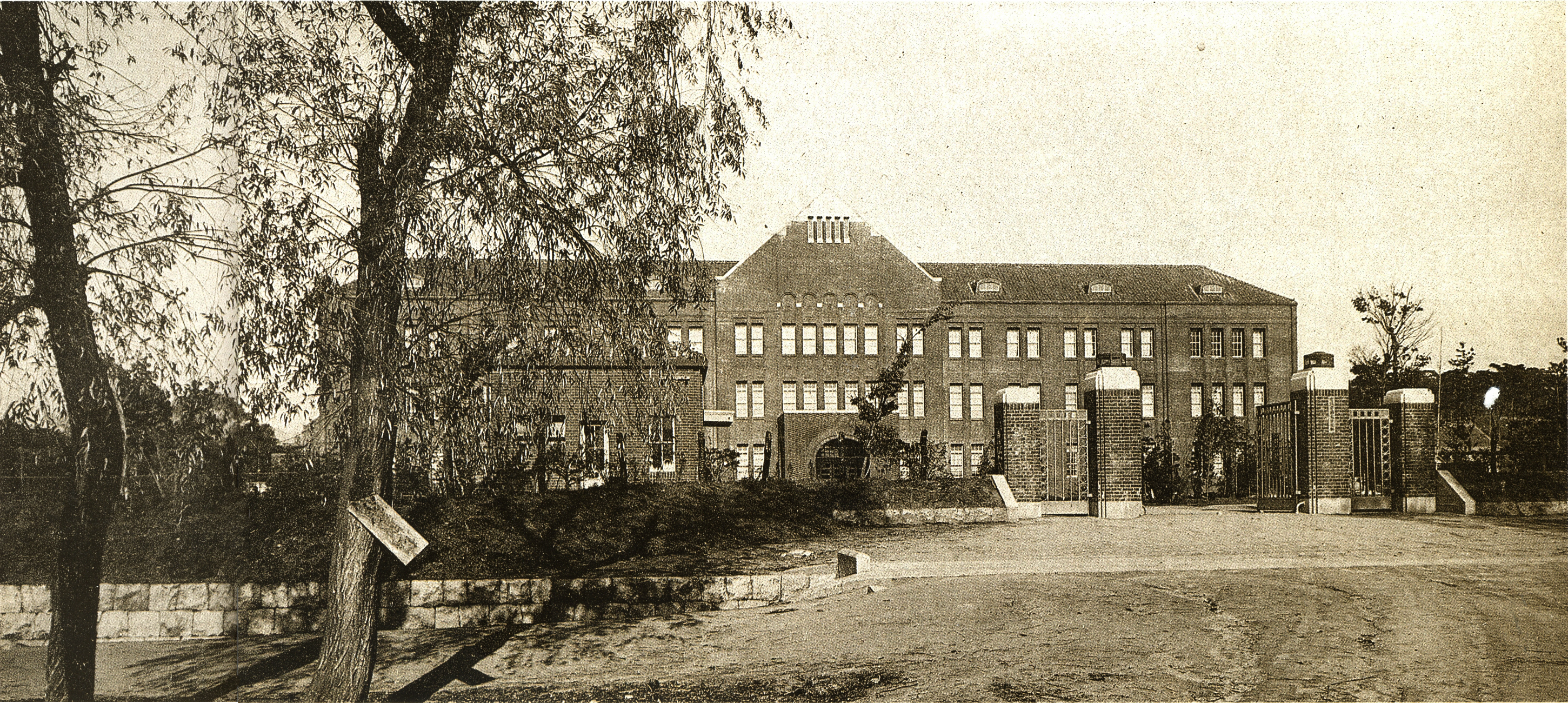
京城帝国大学予科校舎

本州・九州所在の帝国大学や旧六医科大学などは大学予科を持たず、予科を持たないこれらの大学へ進学するには原則として旧制高等学校を卒業しなければならなかったが、旧制高校からのみでは定員充足が困難であった東北帝国大学、九州帝国大学、名古屋帝国大学では、旧制高校以外の者にも傍系入学を認める例も見られた。
旧制高校から私立大学や公立大学への進学も可能であったが、学制改革の混乱期を除き、敢えてそれらの大学へ進学することは極めて例外的であった。なぜなら旧制高校卒業者は志望する学部学科を選ばなければ帝国大学に無試験（進学は基本的に成績順）で入学できたからである。
これらの理由から旧制高校に進学するか大学予科に進学するかによって、その後の進路選択の幅に大きな差が生じることになった。第二次高等学校令（大正七年勅令第三百八十九号）が1919年4月1日に施行されると、高等学校の大学予科は高等科（文科・理科）に改称された。

## 医科大学予科
第二次世界大戦の終結後、1946年から1947年にかけて、連合国軍最高司令官総司令部(GHQ)は、医学歯学教育を大学教育に一本化する方針を打ち出し、旧制医学専門学校および旧制歯科医学専門学校をA級校とB級校に判別し、A級校は旧制大学に昇格させ、B級校は戦後特設高等学校に転換するとした。旧制大学への昇格は1946年から1948年にかけて行われたが、まず予科を設置し、予科の卒業生が出るのに応じて学部が設置された。なお、弘前・前橋・松本・米子・徳島の官立5校には予科は設置されなかった。
1949年、学制改革により、医学部・歯学部の入学資格は、他の学部に2年以上在学し、所定の一般教育科目を履修した者となった。このため、医科大学予科は1948年を最後に新規募集を停止し、新制大学の理学部や文理学部に、医学部・歯学部進学のためのコースが設けられた。ただし、私立歯科大学に限り、2年制の旧制大学予科として継続することが認められた(1950年(昭和25年)2月2日文部省令第4号）。1955年から、医学部・歯学部は6年制で、2年の進学課程及び4年の専門課程となった。4校あった私立歯科大学の2年制大学予科は、それぞれの大学の医学部・歯学部進学課程（プレメディカル）となった。
官立大学で唯一の予科である東京医科歯科大学予科は、1950年千葉大学に包括された。これについて千葉大学は「1950年学芸学部が文理学部と教育学部に改組」とし、東京医科歯科大学は「千葉大学では東京医歯大予科を核として文理学部が開設され、東京医歯大の医学部40名、歯学部60名の教育（進学課程）をも受け持つことになった」としている。1955年東京医科歯科大学が千葉大学文理学部に医学部と歯学部の進学課程を設置し、1958年東京医科歯科大学に進学課程（国府台分校）が設置されるまで、これを千葉大に置いた。

## 一覧

### 第一次高等学校令（明治27年勅令第75号）等により設置されたもの

#### 旧制高等学校大学予科（3年制）
| 設置                           | 名称                                     | 後継                                 |
| ------------------------------ | ---------------------------------------- | ------------------------------------ |
| 1894年（高等中学校本科を改組） | 第一高等学校大学予科                     | 東京大学教養学部                     |
| 1894年（高等中学校本科を改組） | 第二高等学校大学予科                     | 東北大学教養部                       |
| 1894年（高等中学校本科を改組） | 第四高等学校大学予科                     | 金沢大学法文学部・理学部・教養部     |
| 1894年（高等中学校本科を改組） | 第五高等学校大学予科                     | 熊本大学法文学部・理学部             |
| 1894年（高等中学校本科を改組） | 山口高等学校大学予科（山口大学経済学部） | 山口高等商業学校（山口大学経済学部） |
| 1897年                         | 第三高等学校大学予科                     | 京都大学教養部                       |
| 1900年                         | 第六高等学校大学予科                     | 岡山大学法文学部・理学部・教養部     |
| 1901年                         | 第七高等学校造士館大学予科               | 鹿児島大学文理学部                   |
| 1908年（文部省令第14号）       | 第八高等学校大学予科                     | 名古屋大学教養部                     |

### 各設置大学官制により設置されたもの

#### 帝国大学予科（3年制）
| 設置                                   | 名称               | 学科       | 後継                     | 備考                       |
| -------------------------------------- | ------------------ | ---------- | ------------------------ | -------------------------- |
| 1910年（東北帝国大学官制第十二条）     | 北海道帝国大学予科 | 理科       | 北海道大学教養部、恵迪寮 |                            |
| 1918年（北海道帝国大学官制第十一条）   | 北海道帝国大学予科 | 理科       | 北海道大学教養部、恵迪寮 |                            |
| 1924年（京城帝国大学官制第四条）       | 京城帝国大学予科   | 文科・理科 | 廃止                     | 1924年度 - 1934年度は2年制 |
| 1941年（台北帝国大学官制第十六条ノ二） | 台北帝国大学予科   | 文科・理科 | 廃止                     |                            |

### 大学令（大正7年勅令第388号）第十二条により設置されたもの

#### 官立大学予科（3年制）
| 設置   | 廃止   | 名称                               | 学科 | 後継                                                          | 備考 |
| ------ | ------ | ---------------------------------- | ---- | ------------------------------------------------------------- | --- |
| 1920年 | 1950年 | 東京商科大学予科                   | 文科 | 一橋大学教養部→一橋大学大学院言語社会研究科                   | |
| 1923年 |        | 旅順工科大学予科                   | 理科 | 終戦時のソ連軍による接収を受けて廃止                          | |
| 1932年 | 1952年 | 東京工業大学附属予備部（特別予科） | 理科 |                                                               | 3年制で外国人留学生向けの予備教育を実施。東工大は大学予科を持たず、主に高等工業学校卒業者が入学した。                                                  |
| 1940年 | 1950年 | 神戸商業大学予科                   | 文科 | 神戸大学文理学部・教養部御影分校                              | 神戸商大設立により神戸高商が廃止されたため、また予科が商大設立当初には設置されなかったため、兵庫県立神戸高等商業学校（新制神戸商科大学）が設立された。 |
| 1940年 | 1945年 | 神宮皇學館大學予科                 | 文科 | GHQ神道指令により廃止                                         | |
| 1946年 | 1951年 | 東京医科歯科大学予科               | 理科 | 千葉大学学芸学部→文理学部・教育学部（医学部・歯学部進学課程） | 後に東京医科歯科大学国府台分校として再建。現・東京科学大学医歯学系教養部。                                                                             |

#### 公立大学予科（3年制）

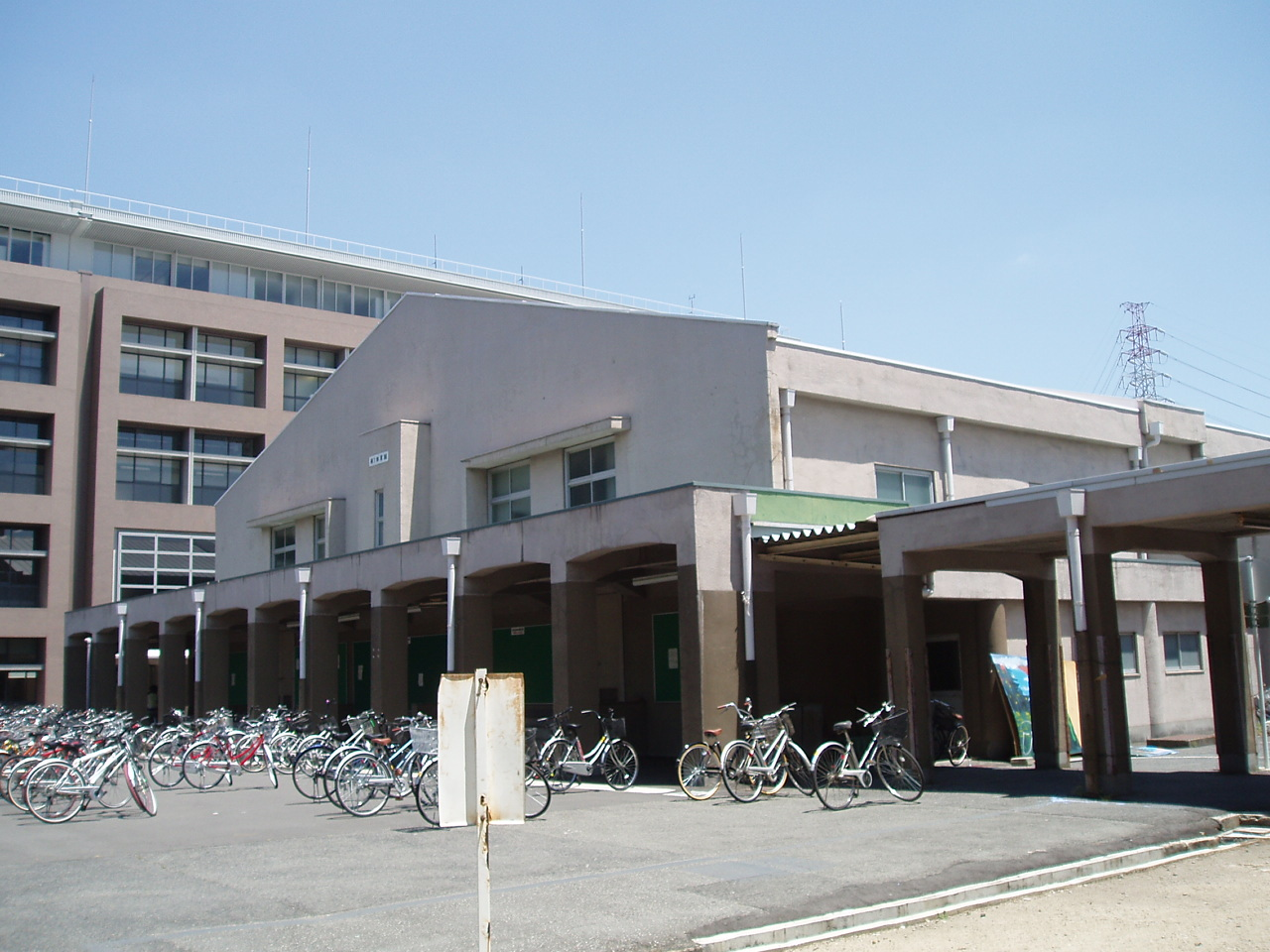
旧・大阪商科大学予科・高等商業部体育館（現・大阪市立大学第1体育館） / 現存する大学予科時代の建造物の一つ。

第二次世界大戦終結前の設置
| 設置   | 廃止   | 名称                 | 学科 | 後継                                        |
| ------ | ------ | -------------------- | ---- | ------------------------------------------- |
|        | 1931年 | 大阪医科大学予科     | 理科 | 浪速高等学校（教員）→大阪大学豊中キャンパス |
| 1920年 | 1933年 | 愛知医科大学予科     | 理科 |                                             |
| 1921年 | 1951年 | 京都府立医科大学予科 | 理科 |                                             |
| 1922年 | 1935年 | 熊本医科大学予科     | 理科 |                                             |
| 1928年 | 1950年 | 大阪商科大学予科     | 文科 |                                             |

第二次世界大戦終結後の医学専門学校改組
- 以下の全ての大学予科は理科のみを置いた。

和歌山県立医科大学予科（1951年廃止）：1950年に和歌山県立理科短期大学に発展改組される。
奈良県立医科大学予科（1951年廃止）
広島県立医科大学予科（1951年廃止）
兵庫県立医科大学予科（1951年廃止）
山口県立医科大学予科（1951年廃止）
横浜医科大学予科（1951年廃止）
大阪市立医科大学予科（1951年廃止）
名古屋女子医科大学予科（1951年廃止）
岐阜県立医科大学予科（1951年廃止）
県立鹿児島医科大学予科（1951年廃止）
三重県立医科大学予科（1951年廃止）
福島県立医科大学予科（1951年廃止）

#### 私立大学予科

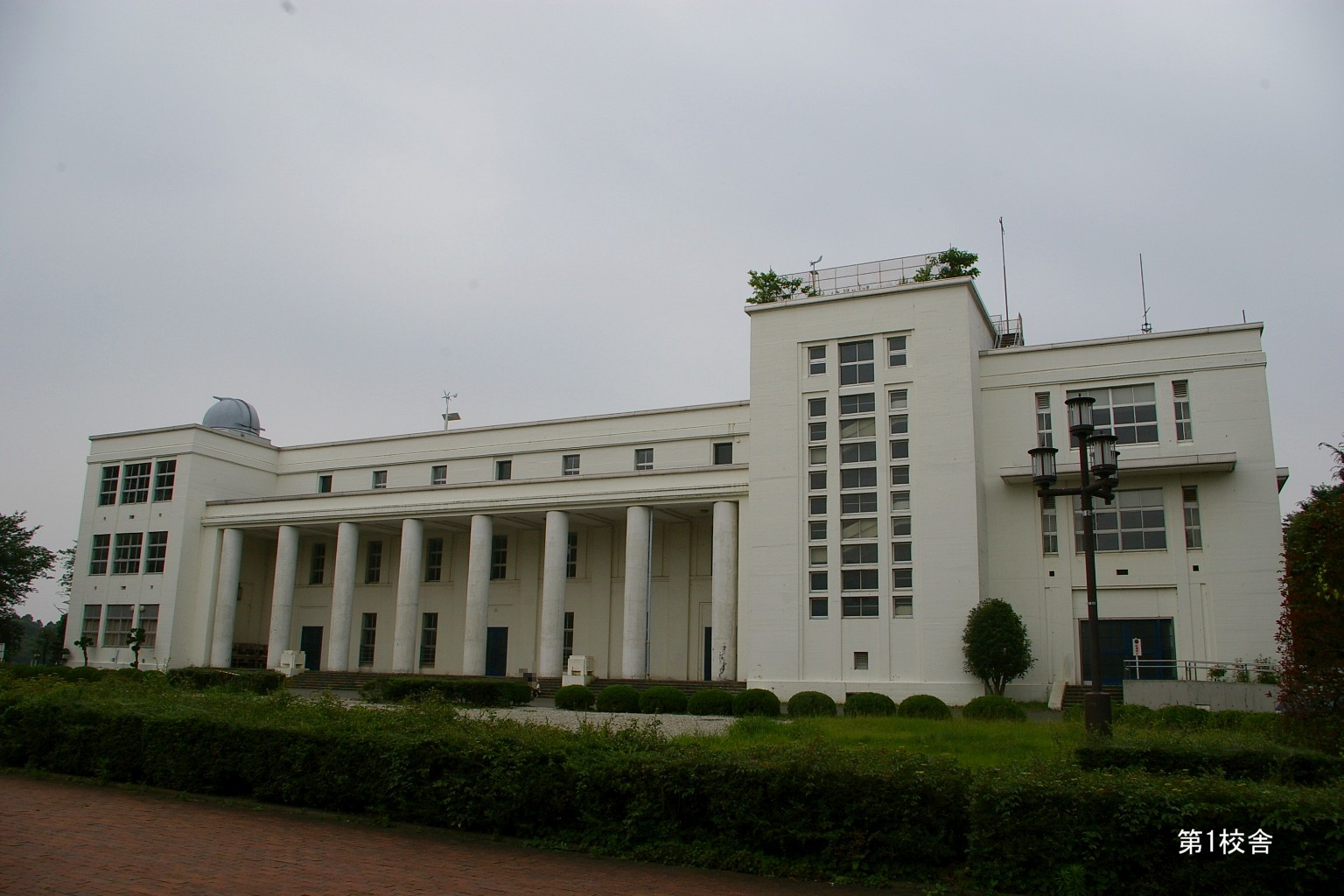
旧・慶應義塾大学予科校舎（現・慶應義塾高校第1校舎） / 同上。

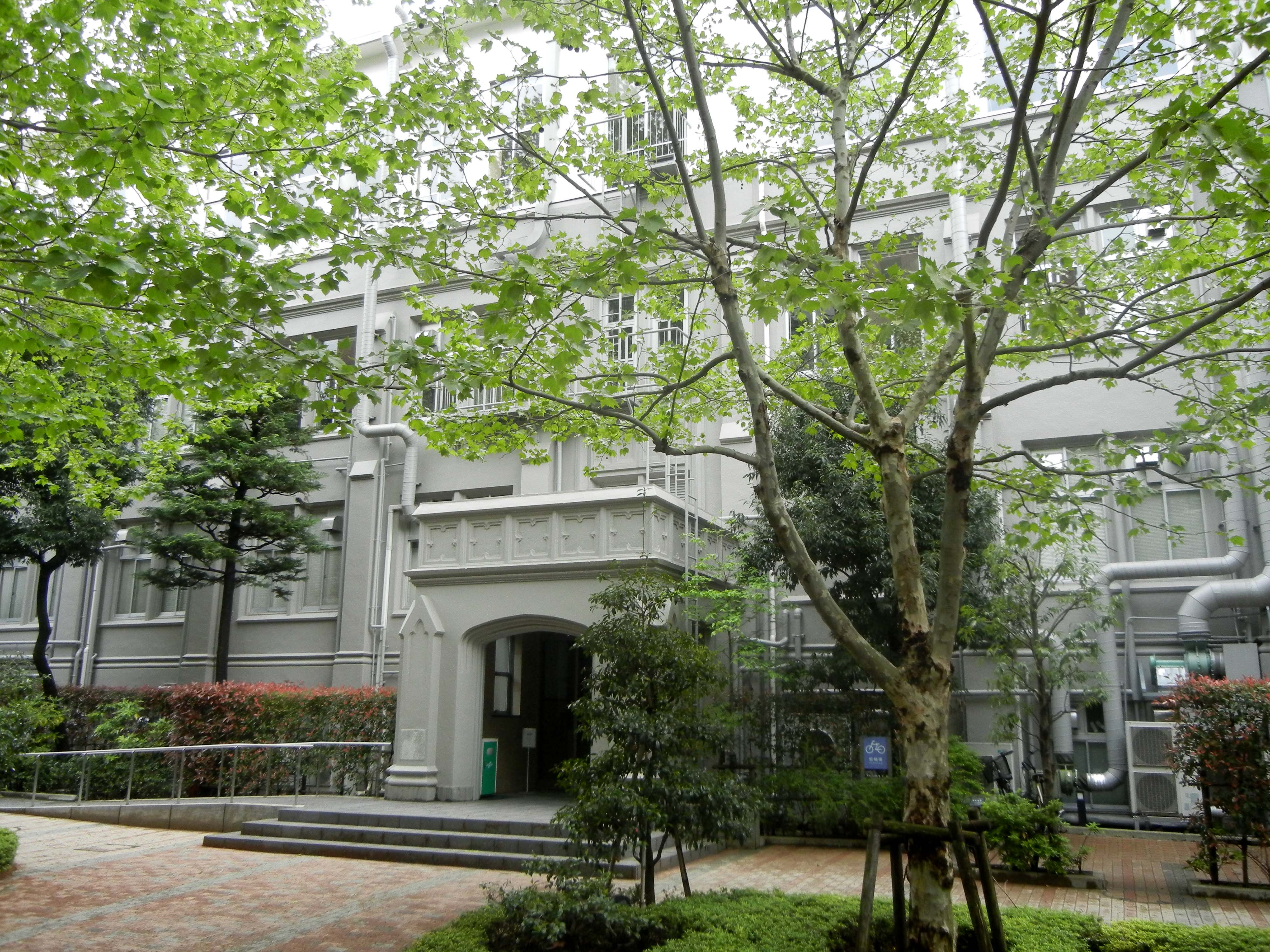
旧・立教大学予科校舎（現・池袋キャンパス4号館） / 同上。

##### 3年制
第二次世界大戦終結前の設置
大学名 - 学科（文科もしくは理科）（備考）
大谷大学予科 - 文科
慶應義塾大学予科 - 文科・理科
1934年、神奈川県橘樹郡日吉村（現在の横浜市港北区日吉）に移転
興亜工業大学予科 - 理科（現：千葉工業大学）
駒澤大学予科 - 文科
戦後、代替校として駒澤大学高等学校が設立
大正大学予科 - 文科
東京慈恵会医科大学予科 - 理科（1921年度 - 1928年度は2年制）
戦後、代替校として慈恵高等学校が設立されるが、設置者の方針転換によって1954年に廃止された。
東洋大学予科 - 文科
日本医科大学予科 - 理科（1926年度 - 1933年度は2年制）
1932年、川崎市小杉に移転
藤原工業大学予科 - 理科（1944年廃合、現：慶應義塾大学理工学部）
満洲医科大学予科 - 理科（現：中国医科大学）
龍谷大学予科 - 文科
立教大学予科 - 文科
立正大学予科 - 文科
第二次世界大戦終結後の設置
大学名 - 学科（文科もしくは理科）（備考）
愛知大学予科 - 文科
霞ヶ浦農科大学予科 - 理科（1949年茨城県に移管され茨城県立農科大学に改組、現：茨城大学農学部）
玉川大学予科 - 文科・理科
東海大学予科 - 文科・理科
第二次世界大戦終結後の医学専門学校改組
- 以下の全ての大学予科は理科のみを置いた。

岩手医科大学予科
順天堂医科大学予科（現：順天堂大学）
昭和医科大学予科（現：昭和大学）
東京医科大学予科
東京女子医科大学予科
東邦医科大学予科（現：東邦大学）
大阪医科大学予科
大阪女子医科大学予科（現：関西医科大学）
久留米医科大学予科（現：久留米大学）
東京歯科大学予科
日本歯科大学予科
1946年 大阪歯科大学予科

##### 2年制
大学名 - 学科（文科もしくは理科）（備考）
國學院大學予科 - 文科（1946年度から3年制に移行）
戦後、代替校として國學院高等学校が設立
上智大学予科 - 文科（1942年度から3年制に移行）
東京農業大学予科 - 理科（1946年度から3年制に移行）
戦後、代替校として東京農業大学第一高等学校が設立
関西学院大学予科 - 文科（1946年度から3年制に移行）
東亜同文書院大学予科 - 文科（1945年廃止）
高野山大学予科 - 文科（1946年度から3年制に移行）
大阪理工科大学予科 - 理科（1946年度から3年制に移行、現：近畿大学）

##### 3年制・2年制両設

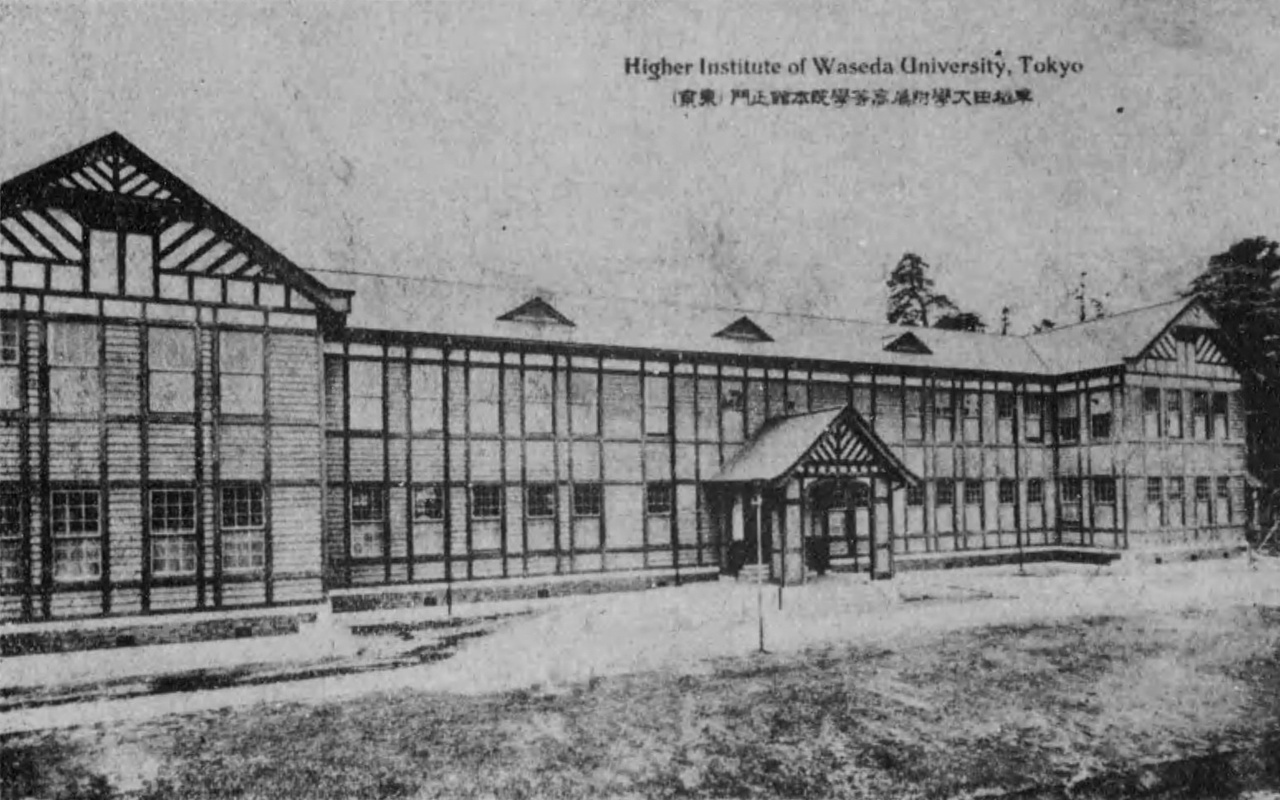
旧・第一早稲田高等学院校舎 / 現存せず。

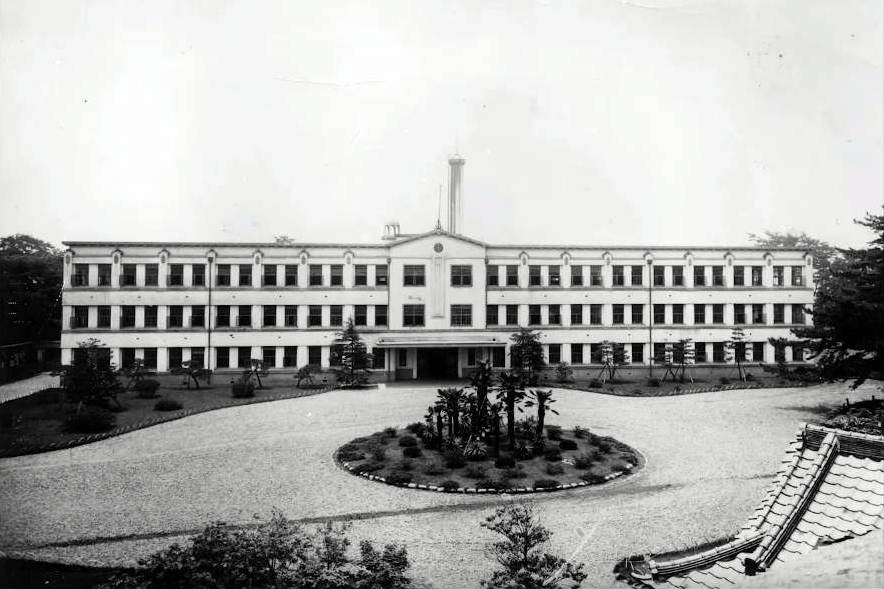
旧・明治大学予科校舎（戦後は明治大学和泉第1校舎） / 現存せず。

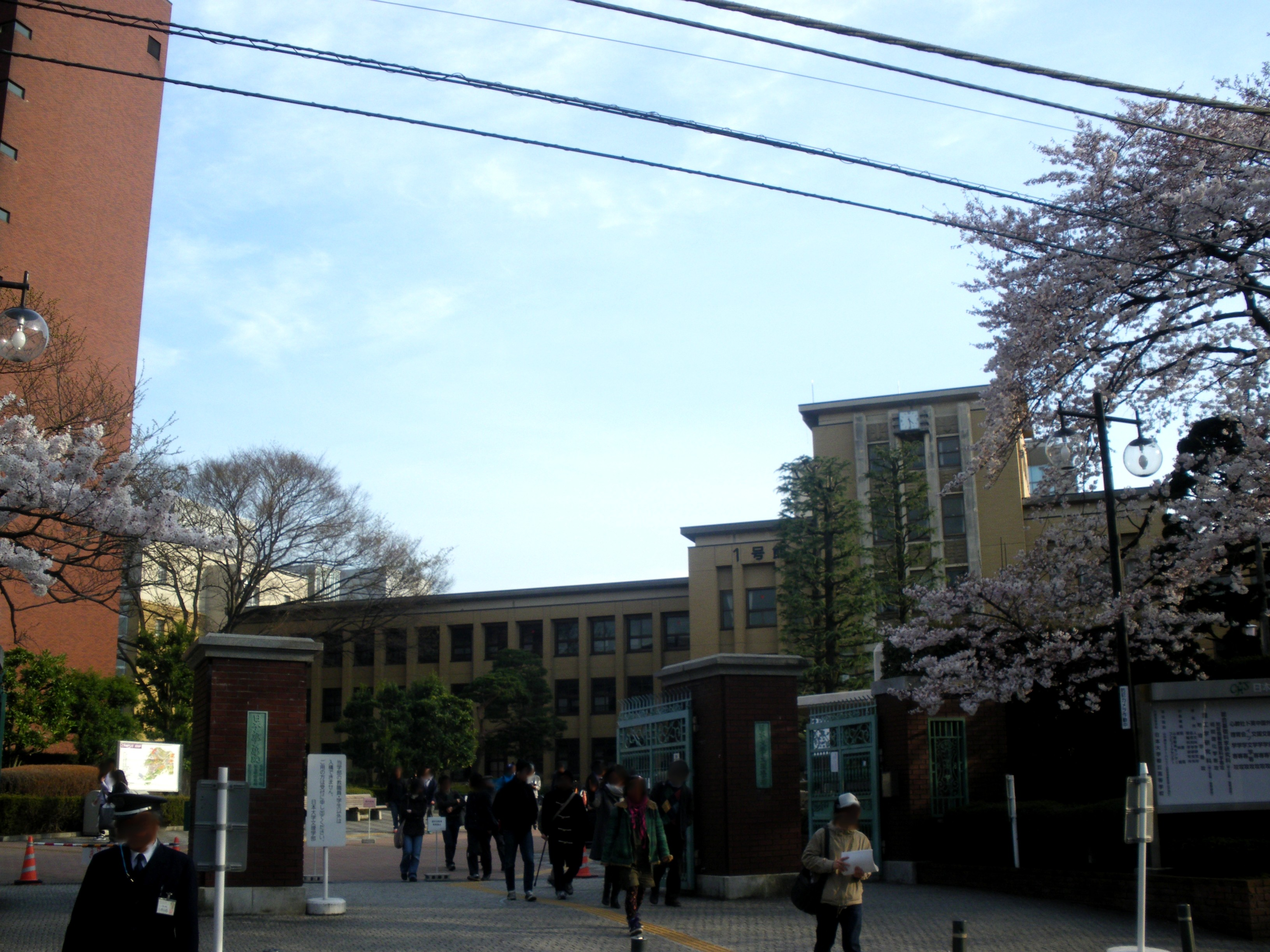
旧・日本大学予科文科校舎）（現・日本大学文理学部1号館） / 現存する大学予科時代の建造物の一つ。

大学名 - 学科（文科もしくは理科）（備考）
関西大学予科 - 文科
第一大学予科（3年制）・第二大学予科（2年制、1933年設置）
専修大学予科 - 文科
第一部（3年制）・第二部（2年制）
拓殖大学予科 - 文科
第一部（2年制）・第二部（3年制） → 紅陵大学予科
1940年、北多摩郡小平村に移転
1944-45年は学生募集停止（1946年再開）
戦後、代替校として紅陵高等学校（現：拓殖大学第一高等学校）が設立
中央大学予科 - 文科
第一予科（3年制）・第二予科（2年制）
同志社大学予科 - 文科
一部（3年制）・二部（2年制、1933年設置）
日本大学予科 - 文科・理科
第一部・世田谷・三島予科（それぞれ2年制）・第二部（3年制）
法政大学予科 - 文科
第一部（3年制）・第二部（2年制）
1936年、川崎市木月に移転
明治大学予科 - 文科
一種（3年制）・二種（2年制）
1934年、杉並区和泉に移転
立命館大学予科 - 文科
第一部（3年制）・第二部（2年制）
早稲田大学附属早稲田高等学院
第一部（3年制） → 第一早稲田高等学院 - 文科・理科（現在の戸山キャンパス）
第二部（2年制） → 第二早稲田高等学院 - 文科（現在の早稲田キャンパス内、1942年度から3年制に移行）
戦後、代替校として早稲田大学高等学院が設立